# Ібрагім-шах
Ібрагім-шах (д/н — 1555) — 14-й султан Кашміру в 1528—1529 і 1552—1555 роках.

## Життєпис

### Перше панування
Походив із династії Сваті (Шах-Міри). Син султана Мухаммед-шаха і Салех Маджі, сестри Каджі Чака. Про молоді роки обмаль відомостей. 1527 року внаслідок заколоту візира Каджі Чака було повалено Мухаммед-шаха, а новим султаном став Ібрагім. Втім фактична влада зосередилася в візира, а султан став номінальним володарем.
Невдовзі клан Магре та частина клану Чаків виявили невдоволення пануванням Каджі Чака й звернулися по допомогу до могольського падишаха Бабура. Той надав війська, а Абдул Магре оголосив претендентом на трон Назука, сина Фатіх-шаха. 1528 року в битві біля Тапара Каджі Чак зазнав поразки й втік до Соляного хребта в Пенджабі. Втім боротьба тривала до початку 1529 року, коли Ібрагіма-шаха було повалено. Новим султаном став Назук-шах. Ібрагім перебував у почесному ув'язнені в палаці.

### Друге панування
1552 року внаслідок захоплення влади в державі Даулат Чакою відновлений на троні. Даулат став візиром і фактичним правителем. Відбуваються спроби відродження господарства і торгівлі, знято заборони на діяльність шиїтів і суфіїв. 1553 року відновлено зверхність над Ладакхом, де г'ялпо Таші Намг'ял сплатив данину худобою та шкірами.
Наприкінці 1555 року внаслідок заколоту було повалено Даулата Чаку, а візиром став його стриєчний брат Газі Чака. За цим повалено Ібрагім-шаха, замість якого поставлено колишнього султана Ісмаїл-шаха.